# NASM
NASM, Netwide Assembler – wolnodostępny asembler (program dokonujący asemblacji do kodu maszynowego) dla języka Asembler x86.
Został stworzony przez Simona Tathama jako alternatywa dla GNU Assembler z pakietu binutils, który został zaprojektowany jako back-end dla kompilatorów, w związku z czym nie posiada odpowiedniego interfejsu użytkownika. Obecnie NASM rozwijany jest w ramach SourceForge.
Składnia języka używana przez NASM jest składnią Intela z niewielkimi modyfikacjami.
NASM jest dostępny na zasadach 2 klauzulowej licencji BSD.